# S-310ロケット
S-310ロケット（エスさんびゃくとう-）は、東京大学宇宙航空研究所（後の文部省宇宙科学研究所（ISAS）、現・宇宙航空研究開発機構宇宙科学研究所（ISAS/JAXA））の開発した単段式固体燃料観測ロケットである。製造は日産自動車航空宇宙事業部（現・アイ・エイチ・アイ・エアロスペース）。
南極観測用にS-210ロケットと共に開発されたS-300ロケットの後継として開発されたものであり、S-300ロケットの問題点であった飛翔中に迎え角が異常増大する現象を、大気中を飛翔中から積極的にスピンをかけることで改善している。1号機飛翔以来40機以上の飛翔実績がある。また、国立極地研究所によって南極の昭和基地からも派生型であるS-310JAロケットが12機飛翔している。
主に上空大気を観測するための理学ミッションに用いられるが、宇宙空間での工学実験を目的とした利用もされている。

## 技術的特徴
チャンバはクロムモリブデン鋼製である。後部が先に焼失する2段推力型の固体燃料グレインを持ち、重力損失が大きい低高度では高推力を発生させ、空力加熱が増大する燃焼後期では低推力を持続する。これによって空力加熱の緩和とより高い高度へ到達が達成されている。チタン合金製の尾翼は、S-300ロケットの失敗を受け、機体の軸を含む平面に対し0.8度傾けて取り付けられている。これによって発射後29秒の燃焼終了時には2.8Hzのスピンを持つが、科学観測時には1Hz程度に下げる必要があるため、計器部には発射後50秒で作動するヨーヨーデスピナが搭載されている。ノーズコーンはCFRP製でオージャイブ形状となっている。

### S-310改モータ
30号機以降はS-310改モータが用いられている。これは旧世代化した推進薬とチャンバ断熱材の世代交代と点火方式の一新をはかって計画されたものである。推進薬については、CTPB系のBP-28からHTPB系のBP-206Jへと変更され、それに伴いグレインも再設計された。この変更に伴って燃焼中期の内圧振動継続時間が改善されている。また、従来用いられていたグラファイト製ノズルスロートについては、M-Vロケット4号機の失敗を受けた信頼性向上の設計変更がなされ、新たな非破壊検査法が導入された。

## 機体諸元
- 直径：31cm
- 全長：7.1m
- 重量：700kg
- 到達高度：190/210km
- ペイロード：70/50kg
- 飛行時間：300秒
- 打ち上げコスト：約2億円

## 飛翔実績
| 番号     | 打上日時（現地時）    | 発射場所   | 主目的 |
| -------- | --------------------- | ---------- | --- |
| S-310-1  | 1975年1月20日         | 内之浦     | 飛翔性能試験 |
| S-310-2  | 1975年8月30日         | 内之浦     | |
| S-310-3  | 1976年8月21日         | 内之浦     | |
| S-310-4  | 1977年9月21日         | 内之浦     | |
| S-310-5  | 1979年1月31日         | 内之浦     | |
| S-310-6  | 1979年1月19日         | 内之浦     | |
| S-310-7  | 1979年9月15日         | 内之浦     | |
| S-310-8  | 1980年2月2日          | 内之浦     | |
| S-310-9  | 1981年1月21日         | 内之浦     | |
| S-310-10 | 1981年8月24日         | 内之浦     | 下部熱圏における夜間大気光の総合観測 |
| S-310-11 | 1981年9月7日          | 内之浦     | 中層大気及び下部熱圏における一酸化窒素密度や大気温度、エアロゾル・オゾンや電子密度・電子温度の観測。                                                |
| S-310-12 | 1982年9月25日         | 内之浦     | 中層大気及び下部熱圏におけるオゾン・一酸化窒素・酸素の高度分布や酸素の温度構造の観測。 電離層下部の電子密度・電子温度の観測。                       |
| S-310-13 | 1983年9月12日         | 内之浦     | |
| S-310-14 | 1983年9月16日         | 内之浦     | 中層大気国際共同観測計画による太陽光の散乱と吸収を利用した成層圏及び中間圏の大気組成観測                                                            |
| S-310-15 | 1985年2月7日          | 内之浦     | |
| S-310-16 | 1986年2月1日22:40     | 内之浦     | 夜間大気光の総合観測 |
| S-310-17 | 1986年9月6日22:00     | 内之浦     | 夜間大気光発光機構の観測 |
| S-310-18 | 1988年1月28日11:00    | 内之浦     | 冬季11:00頃下部電離層に発生する電子温度の異常上昇の原因解明のための総合観測                                                                         |
| S-310-19 | 1989年2月1日22:00     | 内之浦     | 熱圏における酸素原子密度の高度分布と夜間大気光の測定                                                                                                |
| S-310-20 | 1990年1月27日04:30    | 内之浦     | 電離層下部における酸素原子を中心とした光化学過程計測と負イオンの測定                                                                                |
| S-310-21 | 1992年1月28日21:00    | 内之浦     | 高度100km以上における酸素原子絶対量の測定と電離層下部における電波伝播の観測                                                                         |
| S-310-22 | 1994年2月15日08:52    | アンドーヤ | オーロラによって生成された酸化窒素による成層圏オゾン化学への影響の観測                                                                              |
| S-310-23 | 1994年11月14日11:20   | アンドーヤ | オーロラによって生成された酸化窒素による成層圏オゾン化学への影響の観測                                                                              |
| S-310-24 | 1996年2月11日20:00    | 内之浦     | 窒素振動温度の観測 |
| S-310-25 | 1996年8月26日00:30    | 内之浦     | 夏の電離層で電子密度が高くなる現象の観測（SEEK） |
| S-310-26 | 1996年8月20日23:00    | 内之浦     | 夏の電離層で電子密度が高くなる現象の観測（SEEK） |
| S-310-27 | 1998年1月25日17:35    | 内之浦     | オゾン密度測定を目的とした酸素原子による大気光と水蒸気密度の光学観測 電離層における正負イオン密度及びプラズマ密度,温度の測定、再突入環境の計測      |
| S-310-28 | 1999年2月2日10:30     | 内之浦     | レーダーサウンダー、蛍光X線分光計の試験 |
| S-310-29 | 2000年1月9日05:50     | 内之浦     | 電離層下部の大気光の観測 |
| S-310-30 | 2002年2月16日19:30    | 内之浦     | 下部熱圏における熱収支と力学の観測 S-310改ロケットモータの飛翔性能試験                                                                              |
| S-310-31 | 2002年8月3日          | 内之浦     | 夏の電離層で電子密度が高くなる現象の観測（SEEK2）                                                                                                   |
| S-310-32 | 2002年8月3日          | 内之浦     | 夏の電離層で電子密度が高くなる現象の観測（SEEK2）                                                                                                   |
| S-310-33 | 2004年8月17日21:00    | 内之浦     | 電離層下部で発生する大気光の縞模様の観測 |
| S-310-34 | 2004年8月9日17:15     | 内之浦     | ソーラーセイル実現に向けた宇宙空間での膜構造物の展開                                                                                                |
| S-310-35 | 2004年12月13日01:33   | アンドーヤ | オーロラが起こす風の観測 |
| S-310-36 | 2006年1月22日13:00    | 内之浦     | 網状構造のアクティブ・フェイズド・アレイ・アンテナ展開実験 網状構造上での多足ロボット移動実験                                                       |
| S-310-37 | 2007年1月16日11:20    | 内之浦     | 電離層下部で局所的に高温域が発生するメカニズムの解明。                                                                                              |
| S-310-38 | 2008年2月6日18:14     | 内之浦     | 高度150kmまでの三次元プラズマ分布の観測。 |
| S-310-39 | 2009年1月26日09:15    | アンドーヤ | オーロラに起因する高高度大気の風と気温の観測。 |
| S-310-40 | 2011年12月19日23:48   | 内之浦     | 夜間中緯度電離圏領域における電波伝搬解析 統合型搭載機体管制装置（統合型アビオニクス）の飛翔試験。                                                   |
| S-310-41 | 2012年8月7日16:30     | 内之浦     | 小型インフレータブルカプセルの飛行実験。 当初は7月10日の打ち上げ予定であったが、6月27日までの豪雨により施設設備が損壊し、打ち上げが順延されていた。 |
| S-310-42 | 2013年7月20日23:00    | 内之浦     | S-520-27号機と併せて、高度70-300kmにわたる希薄な超高層大気の観測研究。                                                                              |
| S-310-43 | 2014年8月4日23:00     | 内之浦     | ロケット慣性飛行中の二相流挙動及び熱伝達特性の観測。                                                                                                |
| S-310-44 | 2016年1月15日12:00    | 内之浦     | 電離圏プラズマ加熱現象の解明。 |
| S-310-45 | 2020年1月9日17:00     | 内之浦     | 高精度ペイロード部姿勢制御技術（慣性プラットフォーム）とロケットから離れた位置のその場観測技術（小型プローブバス技術）の実証実験。                  |
| S-310-46 | 2025年7月15日（予定） | 内之裏     | 中緯度域電離圏におけるスポラディックE層の形成過程の解明                                                                                             |